# Tecles trencades
Broken Keys o Tecles trencades (àrab: مفاتيح مكسرة, Mafātīḥ mukassara) és una pel·lícula dramàtica libanesa del 2021 dirigida per Jimmy Keyrouz. Va ser seleccionada com a entrada libanesa a la millor pel·lícula internacional a la 93a edició dels premis Oscar, però no va ser nominada. La pel·lícula estava programada per estrenar-se al Festival de Canes de 2020, abans que l'esdeveniment es cancel·lés. La pel·lícula es va estrenar al Festival Internacional de Cinema de Jeonju el maig de 2021. S'ha doblat al valencià per a À Punt amb el títol de Tecles trencades. També s'ha subtitulat al català central.

## Sinopsi
Un pianista intenta reconstruir el seu instrument després que sigui destruït per Estat Islàmic.

## Repartiment
- Tarek Yaacoub com a Karim
- Rola Beksmati com a Samar
- Mounir Maasri com a Abou Moussa
- Ibrahim El Kurdi com a Ziad
- Julian Farhat com a Abdallah
- Sara Abi Kanaan com a Maya
- Badih Abou Chakra com a Joseph
- Gabriel Yammine com a Mounir
- Hassan Mrad com a Akram
- Adel Karam com a Tarek
- Fadi Abi Samra com a Bassam
- Layla Kamari com a Rasha
- Michel Adabachi com a Ibrahim
- Said Serhan com a Ahmad
- Rodrigue Sleiman com a Riad